# From Russia with Love
Lupin III: From Russia with Love (Lupin Sansei: Russia Yori Ai o Komete) är en japansk komedi/äventyrsfilm från 1992 producerad av Tokyo Movie Shinsha och med regi av Dezaki Osamu.

## Handling
Lupin III och gänget är ute efter Tsar Nikolaj II:s guld som försvann under Ryska Revolutionen, men det är också New York-maffian och en av Grigorij Rasputins ättlingar.

## Om filmen
Lupin III: From Russia With Love är även känd under namnet From Siberia with love eller Lupin III: Bank of liberty.

## Rollista (japanska)
| Karaktär                    | Röst              |
| --------------------------- | ----------------- |
| Arsène Lupin III            | Yasuo Yamada      |
| Daisuke Jigen               | Kiyoshi Kobayashi |
| Kommissarie Koichi Zenigata | Gorō Naya         |
| Goemon Ishikawa XIII        | Makio Inoue       |
| Fujiko Mine                 | Eiko Masuyama     |